# Església de Santa Maria (Pratdip)
L'església parroquial del natalici de la Mare de Déu es troba a la part més elevada del poble de Pratdip, dins el seu nucli antic, a la dreta del barranc de la Dòvia en la seva confluència amb el de Santa Marina. Conserva un absis del segle xii i a la resta de l'església s'hi efectuaren diverses reformes al segle xvi, amb capelles del segle xviii.

## Història
L'esment de l'església parroquial de Pratdip és dels primers temps de l'ocupació cristiana del Camp de Tarragona, ja que apareix consignada en una butlla papal d'Anastasi IV de l'any 1154. Posteriorment ho és en la de Celestí III del 1194. La inclusió de la parròquia de Pratdip dins l'arxidiòcesi de Tarragona topà amb l'oposició del bisbe de Tortosa que la reclamava com a pròpia segons s'establia en la dotalia de la catedral de Tortosa de 1178. Els límits entre ambdós bisbats s'acordaren el 1203 i, segons el pacte firmat a Pratdip, passà definitivament a Tortosa. El seu rector figura en la dècima papal del 1280. L'última restauració important que es va fer a l'església va ser l'any 1959.

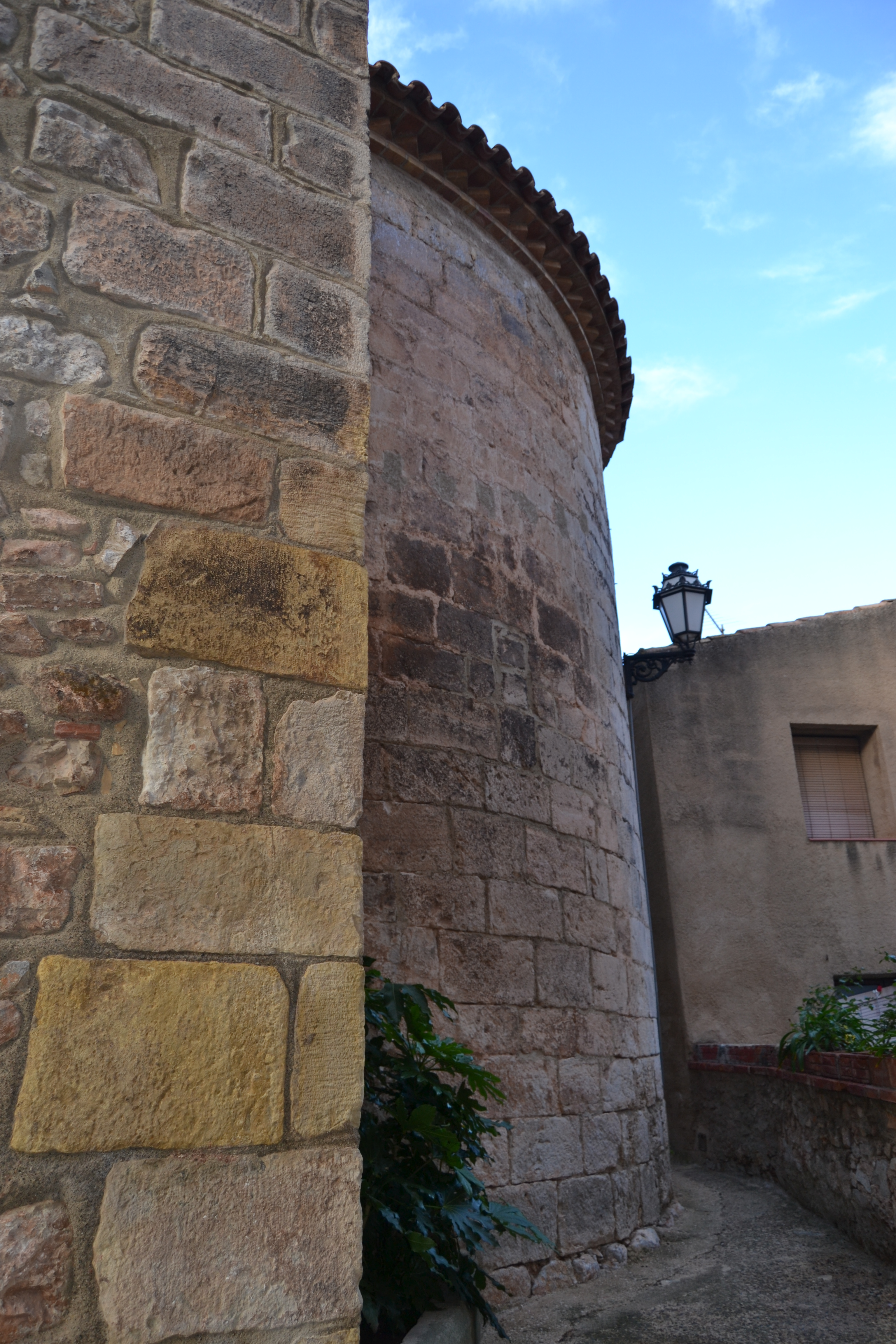
Absis romànic reaprofitat en bastir-se una nova església al final de l'època gòtica (2014)

## Arquitectura
L'església de la Nativitat de Santa Maria ha estat molt modificada al llarg de la seva història, sent originàriament una construcció romànica, però acabant amb elements gòtics. De la seva estructura romànica original només conserva l'absis semicircular de grans dimensions, construït amb pedra ben treballada seguint filades horitzontals de dimensions desiguals. S'obre a la nau amb un sol plec i al centre presenta una finestra de doble esqueixada de grans dimensions, tapiada. La resta de l'edifici és posterior. La nau actual, que substituí l'original romànica, és coberta amb dos trams de volta de creueria, amb una clau de volta cadascun, seguint una estructura gòtica. El tercer tram té un arc intermedi de sustentació del cor, amb el campanar d'espadanya i el baptisteri a cada costat. Als costats dels dos primers trams de volta se situen les capelles laterals. L'absis romànic és foradat per dues portes laterals, una d'accés a la sagristia, al nord, i l'altra que conforma un armari dins del gruix del mur, a migdia. Al centre se situa una petita fornícula a un nivell baix i coberta amb volta de canó.
Les restes romàniques de l'església de Pratdip semblen correspondre a un edifici bastit a mitjan segle xii.
A l'interior de l'església es troba l'antic retaule de Santa Marina d'estil renaixentista, que data de l'any 1602. D'altres retaules que contenia van ser cremats el 1936.

### Làpida de Jaume de Carcassona
Al mur sud de l'església, en l'angle d'unió del semicilindre absidal i la capella lateral de més a llevant, hi ha encastada un làpida sepulcral de Jaume de Carcassona que data de 1238. Presenta el següent epitafi,
1. ANNO DOMINI
2. M CC XXX VIII
3. OBIIT JACOBUS
4. [S?] DE CARCA-
5. SSONA CAR-
6. SILARIUS DE
7. PRATO DIP
8. CUIUS ANIMA RE-
9. QUIESCAT IN PA-
10. CE.

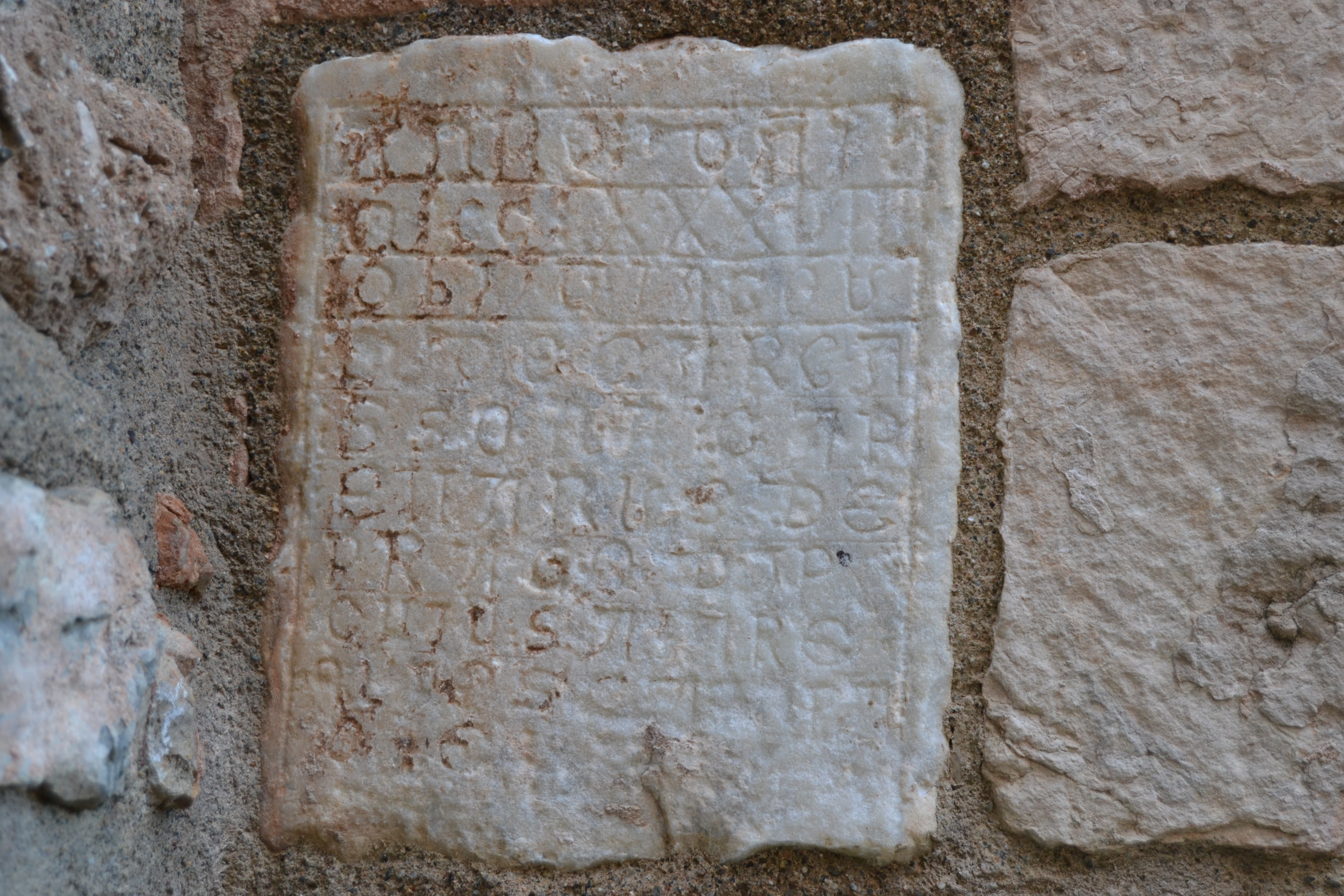
Làpida del carceller Jaume de Carcassona, encastada al mur sud, tocant a l'àbsis (2014)

que traduït significa «L'any del senyor 1238 morí Jaume de Carcassona, carceller de Pratdip. Que la seva ànima reposi en pau».